# Camilla Thorup
Camilla Thorup (født 19. maj 1976) er en dansk billedkunstner, der bor og arbejder i København.
I 2000 til 2002 var hun elev på Det Fynske Kunstakademi. Dernæst blev hun uddannet på  Det Kongelige Danske Kunstakademi, hvor hun gik fra 2002-2008.
Camilla Thorup arbejder i et figurativt billedsprog, og tager sit udgangspunkt i genkendelige motiver, oftest menneskefiguren. Motiverne undersøges på tværs af maleri, tegning og skulptur, hvor samme fortællinger udfoldes sideløbende .
Udover sit kunstneriske virke har hun erfaring som kurator. og i 2005 var hun medindtiativtager til det kunstnerdrevne udstillingssted Førstetilvenstre. I 2019 blev hun en del af udstillingsstedet Koldinggade 12 på Østerbro, og underviser på Kunsthøjskolen i Holbæk.
Camilla Thorup har deltaget på en lang række udstillinger i både ind- og udland.